# 5459 Saraburger
Az 5459 Saraburger (ideiglenes jelöléssel 1981 QP3) a Naprendszer kisbolygóövében található aszteroida. Henri Debehogne fedezte fel 1981. augusztus 26-án.